# Comuna Ricikî, Bilopillea
Ricikî (în ucraineană Річки) este o comună în raionul Bilopillea, regiunea Sumî, Ucraina, formată din satele Baiiha și Ricikî (reședința).

## Demografie
Componența lingvistică a comunei Ricikî
     Ucraineană (97,29%)
     Rusă (2,38%)
     Alte limbi (0,28%)
Conform recensământului din 2001, majoritatea populației comunei Ricikî era vorbitoare de ucraineană (97,29%), existând în minoritate și vorbitori de rusă (2,38%).